# Couperin
Die Familie Couperin war eine bekannte Musikerfamilie in Frankreich, ähnlich der Familie Bach in Deutschland. Sie lässt sich bis ins 16. Jahrhundert zurückverfolgen. Die Couperins beeinflussten als Organisten, Clavecinisten, Komponisten, Harfenisten, Sänger und Musiklehrer mit ihren männlichen und weiblichen Familienangehörigen mehr als 200 Jahre lang, vom 17. bis zur Mitte des 19. Jahrhunderts, die französische Musik. Ihre bedeutendsten Vertreter waren die beiden vor allem für ihre Cembalowerke (Pièces de clavecin) bekannten Komponisten Louis Couperin und François II. Couperin „Le Grand“ („der Große“). Von letzterem wurde 1716/1717 eine bedeutende und eine der frühesten Cembalo-Schulen gedruckt: L’art de toucher le clavecin.
Die drei bekannten Zweige der Familie gehen auf Charles I Couperin (ca. 1595–1654) und Marie Andry (* 1601) zurück, die in Chaumes-en-Brie lebten. Sie heirateten 1622 und hatten acht gemeinsame Kinder, darunter die drei besonders musikalischen Brüder Louis, François I und Charles II, die um 1652/1653 von dem königlichen Cembalisten Jacques Champion de Chambonnières während eines Ständchens, das sie ihm zu Ehren gaben, entdeckt wurden und in der Folge nach Paris gingen. Ab dem Ostersonntag 1653, als Louis Couperin in der Pfarrkirche Saint-Gervais in Paris seinen Dienst antrat, hatten Mitglieder dieser Familie 174 Jahre lang das dortige Organistenamt inne.
Die amerikanische Eventkünstlerin und Feministin Judy Chicago nahm in den 1970er Jahren zwei Musikerinnen der Couperin-Familie in ihre Liste der 999 Frauen des Heritage Floor ihrer Dinner Party auf, womit sie die Gender-Forschung zur Couperin-Familie anregte. Das Sophie Drinker Institut in Bremen verzeichnet in seinem Lexikon Europäischer Instrumentalistinnen des 18. und 19. Jahrhunderts insgesamt sechs weibliche Angehörige der Familie Couperin, die zu Lebzeiten bekannte Musikerinnen waren.

## Bekannte Familienmitglieder
Charles I Couperin (ca. 1595–1654) ∞ Marie Andry (* 1601): acht Kinder, darunter 1. Louis, 2. François I, 3. Elisabeth und 4. Charles II.
- 1. Louis Couperin (ca. 1626–1661); Cembalist, Organist, Gambist, Komponist.

- 2. François I Couperin (1631–1701), auch genannt „L’Ainé“ („der Ältere“); Musiker
  - Marguerite-Louise Couperin (zwischen 1675 und 1679–1728), Tochter von François I; Sängerin (Sopran) und Cembalistin.
  - Nicolas Couperin (1680–1748), Sohn von François I; Organist.
    - Armand-Louis Couperin (1727–1789), Sohn von Nicolas; Cembalist, Organist und Komponist.
und seine Ehefrau, Élisabeth-Antoinette Couperin, geb. Blanchet (1729–1815), Cembalistin und Organistin.[5]
      - Pierre Couperin (1755–1789), Sohn von Armand-Louis; Organist.
      - Gervais-François Couperin (1759–1826), Sohn von Armand-Louis; Organist.
        - Céleste-Thérèse Couperin (1793–1860), Tochter von Gervais-François; Organistin und Musikpädagogin, letzte Vertreterin der Musikerfamilie.

      - Antoinette-Victoire (ca. 1760–1812), jüngste Tochter von Armand-Louis; Organistin, Cembalistin, Harfenistin und Sängerin.[6]

- 3. Élisabeth Couperin (1636–1705) ∞ Marc Normand († 1685)
  - Marc-Roger Normand, gen. „Cuoprin“ oder „Coprino“ (1663–1734); Organist und Cembalist in Italien.

- 4. Charles II Couperin (getauft in Chaumes-en-Brie am 9. April 1638; † in Paris im Januar oder Februar 1679), Organist, Cembalist und Vater von François.
  - François II Couperin „Le Grand“ (1668–1733), Sohn von Charles; Cembalist, Organist, Komponist.
    - Marie-Madeleine (1690–1742), älteste Tochter von François II Couperin „Le Grand“. Nonne und Organistin im Kloster Abbeye de Montbuisson[7]
    - Marguerite-Antoinette Couperin (1705-~1778), Tochter von François II Couperin „Le Grand“; Cembalistin und als erste Frau Ordinaire de la Musique de la Chambre du Roi pour le Clavecin.[8]